# Charles Coubard
Charles Coubard, né le 13 mars 1890 à Cholet et mort le 6 mai 1966 à Clisson, est un médecin et historien français.

## Biographie
Charles Louis Joseph Coubard est le fils de Charles Félix Coubard (1857-1915), voyageur de commerce, et de Louise Marie Chiron (1875-1940). Le 27 décembre 1916, il épouse Joséphine Marie Henriette Jeanne Audureau  à Saint-Macaire-en-Mauges. À la quatrième génération il descend de la lignée de René Coubard de Durtal, cordonnier à Baugé. Il est de la même génération que le choletais Élie Chamard, qui a laissé son nom à la médiathèque de Cholet et a pour tante Marie Hortense Chamard, cousine du père de l'érudit au même patronyme. Écrivain et conférencier, en plus de sa profession initiale de médecin, l'association pour laquelle il va se consacrer plus de trente ans, prend pour objet social, l'étude et la commémoration de la Vendée militaire,.

### Carrière
Son goût précoce de l’histoire, lui octroie la première place dans cette matière au collège Sainte-Marie de Cholet, mais c’est vers la médecine qu’il oriente sa carrière. Après ses études, il commence par exercer la médecine à Menton, où il établit un centre de soins climatiques. Par la suite il revint s’établir dans sa ville natale au lendemain de la première Guerre mondiale. Il y aménage un nouveau bâtiment, quartier du Bois Grolleau, pour y soigner les malades du poumon et commence à publier ses premiers écrits sur l’histoire locale dans le Bulletin de la Société des sciences, lettres et beaux-arts de Cholet. Il se retire plus tard  à Clisson pour se consacrer à l'Histoire, plus particulièrement à la revue du Souvenir vendéen, dont il fonde l'association en 1932 avec René Turpault, Tony Catta, Jean Yole et quelques autres amis.
En érigeant  des monuments, des croix, en posant des plaques commémoratives dans les hauts lieux de la grande révolte de 1793, il a fixé la mémoire dans la pierre à chaque carrefour de la Vendée historique. Faisant exception, l'œuvre Le Vendéen sculptée en 1935 par Maxime Real del Sarte, après maintes péripéties va changer plusieurs fois d'emplacement à Cholet. En 1998, après l'avoir fait restaurer, le Souvenir Vendéen met cette statue en dépôt au Musée d'Art et d'Histoire de Cholet. Confiée au Souvenir Vendéen en 1962, la restauration de la chapelle du Mont des Alouettes, proche des Herbiers, consacrée deux ans après la mort de Charles Coubard, est  désormais relevée comme son principal chef-d'œuvre. Les églises de Vendée possèdent un mémorial aux côtés des morts de la Grande Guerre ; avec la volonté de recenser les victimes de la Révolution, il a ainsi contribué à dresser un martyrologe.

## Publications
Il s'est spécialisé dans l'étude de l'histoire de sa ville natale et des guerres de Vendée,.

### Articles
Parmi les articles qu'il écrit pour le Bulletin de la Société des sciences, lettres et beaux-arts de Cholet, on peut citer :
- 1923 - Poème : La montée - pages 52–54 ;
- 1925 - Poème : L'heure des vêpres - pages 83–85 ;
- 1926 - Le Bois Grolleau - pages 71–78 ;
- 1927-1928 - Les incendies de Cholet - 1793-1794- pages 106-120 ;
- 1929-1930 - C'est samedi - Quelques instantanés de la vie choletaise - pages 85–91 ;
- 1931 - Dom Jean-Marie Chouteau, abbé de Bellefontaine et des Gardes (1841-1929) - pages 45–76 ;
- 1932 - Autour de la mort de Henri de la Rochejaquelin - pages 153-185 ;
- 1933 - Les colonnes infernales et les massacres de Cholet 1793-1794 - pages 159-201 ;
- 1934 - La joie du vin nouveau anjou et muscadet - pages 257-264 ;
- 1935 - Les fiefs de Notre-Dame au pays des Mauges - pages 79–112 ;
- 1937 - Quand Cathelineau partit...  - pages 173-199 ;
- 1940 - Un chapitre de l'histoire de Cholet pendant la révolution. " Ceux qui ont été emenés de force" - pages 129-168 ;
- 1948 - À propos des patois vendéens - pages 55–64 ;
- 1948-1949 - En rêvant devant les plaques de nos rues - pages 109-121 ;
- 1951 - Une paroisse disparue : Notre-Dame du Planty - pages 25–41 ;
- 1954 - Le chanoine Bossard à Cholet 1901-1905 - pages 79–96 ;
- 1955-1956 - Silhouettes médicales choletaises du siècle dernier - pages 125-132 ;
- 1958-1959 - Quelques aspect de la vie à Cholet en 1793-1794 d'après les interrogations de "suspects" choletais - pages 87–108 ;
- 1960 - Clisson dans le cadre de la guerre de Vendée - pages 49–63 ;
- 1965 - A l'ombre du vieux clocher de Saint-Pierre - pages 43–55.

On relève aussi dans un bulletin paroissial de Saint-Pierre de Cholet no 7 - 1931 : 
- Les croix de Rogations - pages 4–7[9],[10].

Articles qu’il a publiés dans la Revue du Souvenir vendéen :
- Y-a-t-il encore une Vendée ? no 19, mars 1938 ;
- Un état d'esprit à redresser, « les Vendéens honteux », no 20, juin 1938 ;
- L'âme vendéenne devant la souffrance, no 25, septembre-décembre 1939 ;
- Autour du problème de la Vendée-Province, no 30, octobre 1941 ;
- Le Souvenir vendéen a vingt ans, no 20, septembre 1952 ;
- Les sanctuaires de Notre-Dame en Vendée militaire, no 26, mars 1954 ;
- Un historien des guerres de Vendée, Emile Gabory (1872-1954), no 27, juin 1954 ;
- Cent ans après : la guerre des historiens, no 30, mars 1955 ;
- En relisant les Mémoires de Pierre Devaud, no 32, septembre 1955 ;
- Le Martyre de la campagne choletaise, 1794, no 32, septembre 1955 ;
- Les « Te Deum » de l'Armée catholique et royale, no 34, mars 1956 ;
- Chemins creux de Vendée, no 35, juin 1956 ;
- La guerre de Vendée fût-elle un mouvement démocratique ? no 36, septembre 1956 ;
- La « Patrie » des Vendéens et celle de la Révolution, no 40, septembre 1957 ;
- Vendée militaire, réalité ethnique ou religieuse, no 43, juin 1958 ;
- La dernière journée de Bonchamps, no 49, Noël 1959 ;
- Les futurs généraux vendéens à la journée du 10 août, no 52, septembre 1960 ;
- Claude Génebor pendant la tourmente, no 66, mars 1964 ;
- Pour le livre d'or de la Vendée militaire, no 10, février 1950 ; no 63, juin 1963 ; no 64, septembre 1963 ; no 65, Noël 1963 ; no 66, mars 1964 ; no 67, juin 1964 ; no 68, septembre 1964 ; no 69, Noël 1964.

### Ouvrages
Parmi les ouvrages consacrés à l'histoire de la Vendée militaire :
- Charles Coubard, Médications populaires et empiriques au pays de Vendée (1913), Bordeaux, imprimerie Barthélémy et Clèdes, 1913, 69 p. ;
- Charles Coubard (préf. Pierre l'Ermite), Pierre Bibard de la Tessoualle (1944), Fontenay-le-Comte, imprimerie P. et O. Lussaud frères, 1944, 96 p. ;
- Charles Coubard (préf. Mgr Francis Vincent), Précis d'histoire de la Guerre de Vendée (1946), Fontenay-le-Comte, imprimerie P. et O. Lussaud frères, 1946, 149 p. ;
- Charles Coubard, Itinéraire-pèlerinage en Vendée militaire (1949), Cholet, Farré et Freulon, 1949, 12 p. ;
- Charles Coubard, Précis d'histoire de la guerre de Vendée. 2e édition (1960), Cholet, Farré et fils, 1960, 173 p. ;
- Charles Coubard, Clisson dans le cadre de la guerre de Vendée (1961), Cholet, Farré et fils, 1961, 20 p..
- Charles Coubard, La guerre de Vendée : Cholet 1793-1794, Cholet, Éditions du choletais, 1992, 196 p. (ISBN 978-2-90205-061-1)

## Hommages
Une rue de Cholet porte le nom du Docteur Charles Coubard  ainsi qu'une impasse de Clisson.
Augustin Jeanneau ajoute : « La revue du Souvenir vendéen est devenue un périodique de très bon tirage jusque dans les plus lointaines parties du monde. ».
Dans Cholet à travers les rues on peut lire : « Fin lettré, Charles Coubard avait la plume élégante et facile. On le lisait et on l'écoutait avec beaucoup d'agrément ».
Le 27 avril 2010, une plaque commémorative est apposée sur la tombe du docteur Charles Coubard au cimetière de la Croix de Bault à Cholet.